# Турецкая лира
Туре́цкая ли́ра (тур. türk lirası) — денежная единица Турции. Введена 29 октября 1923 года в ходе реформы, проведённой Ататюрком, заменив османскую лиру. 1 лира = 100 курушей = 4000 пара.
В результате высокой инфляции конца XX — начала XXI века лира сильно обесценилась. 1 января 2005 года, после ряда успешных антиинфляционных мер, предпринятых Центральным банком, была проведена деноминация, и в обращение была введена «новая турецкая лира» (тур. yeni türk lirası), равная 1 000 000 старых; с 1 января 2009 года приставка «новая» в названии валюты официально не используется.

## Турецкая лира (1923—2004)

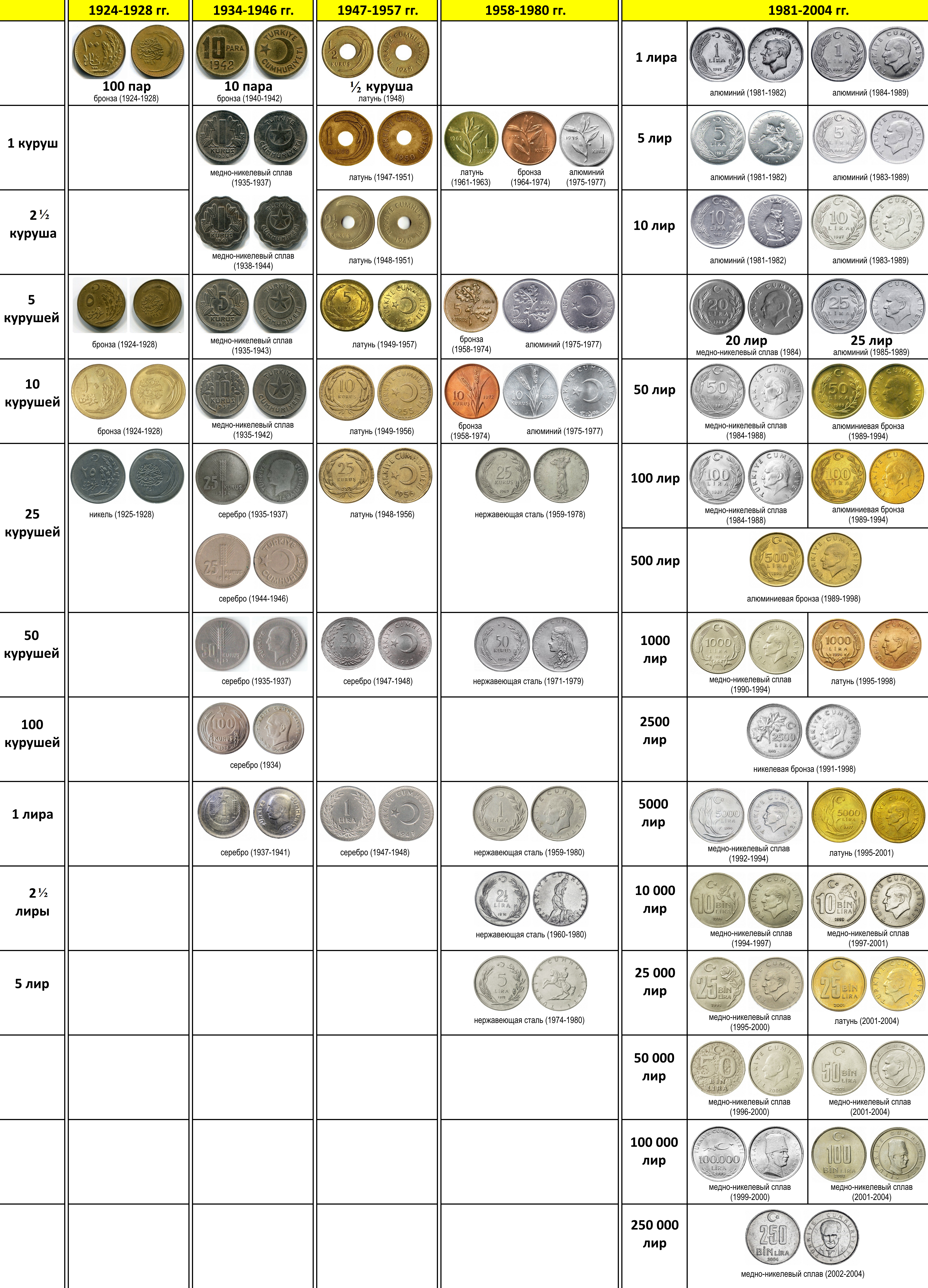
Монеты Турции 1924—2004 гг.

Предшественником турецкой лиры была османская лира, которая изначально была золотой монетой, но к моменту упразднения Османской империи существовала лишь в виде малообеспеченных банкнот. Банкноты и монеты Османской империи продолжали обращаться до 1927 года наряду с республиканскими.
Турецкая лира как денежная единица Турецкой республики была введена в 1923 году и приравнена к старой османской лире, однако новые монеты и банкноты носили на себе символы республики.
В 1922—1923 годы была введена новая чеканка монет, состоящая из алюминиево-бронзовых 100 пар, 5 и 10 курушей и никелевых 25 курушей. Последний раз они были выпущены в 1928 году. Это были последние турецкие монеты с надписями арабским шрифтом.
В 1934 году были отчеканены серебряные монеты в 1 лиру, за которыми в следующем году последовала новая чеканка, состоящая из медно-никелевых 1, 5 и 10 курушей, и серебряных 25 и 50 курушей и 1 лиры. Алюминиево-бронзовые 10 пар, то есть 1⁄4 куруша, были выпущены между 1940 и 1942 годами.
Латунные монеты номиналом 1⁄2, 1, 2+1⁄2, 5, 10 и 25 курушей и серебряные 50 курушей и 1 лира введены в обращение между 1947 и 1949 годами.
Новые монеты начали выпускать между 1958 и 1961 гг.: 1 куруш из латуни (с 1964 г. из бронзы), 5 и 10 курушей из бронзы, 25 курушей, 1 и 2+1⁄2 лиры из нержавейки. В 1971 г. добавили номинал 50 курушей, а в 1974 г. — 5 лир также из нержавейки. Алюминий заменил бронзу для 1, 5 и 10 курушей в 1975 г. Эти монеты выпускались до 1977—1980 гг.
В 1981 г., когда инфляция набирала обороты, были введены алюминиевые монеты 1, 5 и 10 лир, в 1983 г. их дизайн изменили. Затем последовали более высокие номиналы: 20, 50 и 100 лир в 1984 г., 25 лир в 1985 г., 500 лир в 1988 г., 1000 лир в 1990 г., 2500 лир в 1991 г., 5000 лир в 1992 г., 10 000 лир в 1994 г., 25 000 лир в 1995 г., 50 000 лир в 1996 г. и 100 000 лир в 1999 г. В 2002 г. было выпущено 250 000 лир. Также были выпущены монеты меньшего размера: в 1989 г. — 50 и 100 лир, в 1995 г. — 1000 и 5000 лир, в 2001 г. — 25 000, 50 000 и 100 000 лир.
Последние монеты с номиналом в курушах (50 курушей) были выпущены в обращение в 1979 г. (кроме этого, в 1980 и 1981 гг. также выпускались необоротные памятные монеты с номиналами в 50 курушей или 1⁄2 лиры, а золотые инвестиционные монеты в 100 и 500 курушей в честь Ататюрка продолжали выпускаться с 1942 г. ежегодно и даже после денежной реформы 2005 г.). Серебряные монеты последний раз выпускались в оборот в 1960 г. (10 лир) после этой даты монеты из серебра каких-либо номиналов были только памятными.
Лира изначально была привязана к американскому доллару, однако в период после 2-й мировой войны её курс к доллару подвергался переоценке каждые несколько лет, а с 1970-х гг. начался период непрерывного падения курса лиры:
- 1966 — 1 доллар США = 9 турецких лир.
- 1980 — 1 доллар США = 80 турецких лир.
- 1985 — 1 доллар США = 500 турецких лир.
- 1990 — 1 доллар США = 2500 турецких лир.
- 1995 — 1 доллар США = 43 000 турецких лир.
- 2000 — 1 доллар США = 620 000 турецких лир.
- 2001 — 1 доллар США = 1 250 000 турецких лир.
- 2004 — 1 доллар США = 1 350 000 турецких лир.

В 2000-е гг. турецкая лира несколько раз включалась в Книгу рекордов Гиннесса как наименее ценная из существующих мировых валют.
На сайте Центрального банка Турции действует виртуальный музей банкнот, в котором упоминается кодификация серий банкнот республиканского периода. Банкноты, выпущенные после Второй мировой войны и до деноминации 2005 года, обозначены под эмиссионными группами Е5—Е7, банкноты «новой турецкой лиры» (2005—2008) — Е8, современная серия — Е9.

## Новая турецкая лира (2005—2008)
В переходный период с 1 января 2005 по 31 декабря 2008 года валюта Турции официально называлась «новой лирой» (=1,000,000 старых). Монеты были введены в обращение в 2005 году в номиналах 1, 5, 10, 25 и 50 новых курушей и 1 новая лира. Монета в 1 новый куруш была отчеканена из латуни, монеты номиналом 5, 10 и 25 новых курушей — из медно-никелевого сплава, 50 новых курушей и 1 новая лира отчеканены из биметалла (центр — латунь, кольцо — медь-никель-цинковый сплав). На всех монетах изображены различные портреты Ататюрка.
В обращении находились банкноты в 5, 10, 20, 50, 100 лир.

## Турецкая лира (с 1 января 2009 года)
С 1 января 2009 года валюта Турции снова носит название «турецкая лира». Выпущена новая серия монет и банкнот, не содержащих слова «новый» (yeni) в номиналах. Они обращаются наряду с предыдущим выпуском, где номинал указан в «новых лирах (курушах)».

### Монеты
Новые монеты выпущены в номиналах 1, 5, 10, 25, 50 курушей и 1 лира. В отличие от предыдущей серии на оборотной стороне всех монет изображены однотипные портреты Ататюрка и название государства. На лицевой стороне монет — номинал, национальный орнамент и год чеканки. В 2023 году в честь Столетнего юбилея учреждения Турецкой республики была выпущена биметаллическая монета номиналом в 5 лир. Аверс: внешнее кольцо украшено сельджукской восьмиконечной звездой, вверху на стыке кольца и ступицы расположен мотив полумесяца и звезды, в центре расположен логотип «Столетие Турции», слева — цифра «5», внизу — номинал прописью, год чеканки. Реверс: в центре рельефное изображение Ататюрка в военной форме и папахе, внизу логотип «Столетие Турции», по внешнему кольцу — название государства. С 2024 года монета номиналом 5 лир чеканится без логотипа «Столетие Турции» внизу оборотной стороны (портрет Ататюрка при этом был несколько увеличен, чтобы заполнить центральную часть).
| Монеты Турции с 2009 года                       | Монеты Турции с 2009 года | Монеты Турции с 2009 года | Монеты Турции с 2009 года | Монеты Турции с 2009 года | Монеты Турции с 2009 года | Монеты Турции с 2009 года                                                                  | Монеты Турции с 2009 года                    | Монеты Турции с 2009 года | Монеты Турции с 2009 года |      |
| Изображение                                     | Изображение               | Номинал                   | Диаметр (мм)              | Толщина (мм)              | Масса (г)                 | Материал                                                                                   | Гурт                                         | Даты                      | Даты                      | Даты |
| Аверс                                           | Реверс                    | Номинал                   | Диаметр (мм)              | Толщина (мм)              | Масса (г)                 | Материал                                                                                   | Гурт                                         | выпуска                   | чеканки                   |      |
| ----------------------------------------------- | ------------------------- | ------------------------- | ------------------------- | ------------------------- | ------------------------- | ------------------------------------------------------------------------------------------ | -------------------------------------------- | ------------------------- | ------------------------- | ---- |
|                                                 |                           | 1 куруш                   | 16,5                      | 1,35                      | 2,2                       | 70 % меди 30 % цинка                                                                       | гладкий                                      | 1 января 2009             | 2008                      |      |
|                                                 |                           | 5 курушей                 | 17,5                      | 1,65                      | 2,9                       | 65 % меди 18 % никеля 17 % цинка                                                           | гладкий                                      | 1 января 2009             | 2008                      |      |
|                                                 |                           | 10 курушей                | 18,5                      | 1,65                      | 3,15                      | 65 % меди 18 % никеля 17 % цинка                                                           | гладкий                                      | 1 января 2009             | 2008                      |      |
|                                                 |                           | 25 курушей                | 20,5                      | 1,65                      | 4                         | 65 % меди 18 % никеля 17 % цинка                                                           | рубчатый                                     | 1 января 2009             | 2008                      |      |
|                                                 |                           | 50 курушей                | 23,85                     | 1,9                       | 6,8                       | Кольцо: 65 % меди 18 % никеля 17 % цинка Центр: 79 % меди 4 % никеля 17 % цинка            | рубчатый                                     | 1 января 2009             | 2008                      |      |
|                                                 |                           | 1 лира                    | 26,15                     | 1,9                       | 8,2                       | Кольцо: 79 % меди 4 % никеля 17 % цинка Внутренняя часть: 65 % меди 18 % никеля 17 % цинка | гладкий с надписью на тур. T.C. и тюльпанами | 1 января 2009             | 2008                      |      |
|                                                 |                           | 5 лир                     | 28,15                     | 1,70                      | 8,25                      | Кольцо: 64 % меди 4 % никеля 32 % цинка Внутренняя часть: 64 % меди 9 % никеля 27 % цинка  | гладкий рифлёный                             | 29 октября 2023           |                           |      |
| Масштаб изображений — 3,0 пикселя на миллиметр. |                           |                           |                           |                           |                           |                                                                                            |                                              |                           |                           |      |

### Банкноты
Особенность портрета Ататюрка на банкнотах состоит в том, что один и тот же портрет постепенно разворачивается из положения в профиль (самый мелкий номинал) в анфас (самый крупный номинал).
| Банкноты образца 2009 года          | Банкноты образца 2009 года | Банкноты образца 2009 года | Банкноты образца 2009 года | Банкноты образца 2009 года | Банкноты образца 2009 года | Банкноты образца 2009 года                                                                              | Банкноты образца 2009 года |
| Изображения                         | Изображения                | Номинал (лир)              | Размеры (мм)               | Основные цвета             | Описание                   | Описание                                                                                                |                            |
| Лицевая сторона                     | Оборотная сторона          | Номинал (лир)              | Размеры (мм)               | Основные цвета             | Лицевая сторона            | Оборотная сторона                                                                                       |                            |
| ----------------------------------- | -------------------------- | -------------------------- | -------------------------- | -------------------------- | -------------------------- | --- | -------------------------- |
|                                     |                            | 5                          | 130×64                     | коричневый                 | Портрет Ататюрка           | Портрет профессора Айдына Сайылы, фрагмент Солнечной системы, структура атома и фрагмент цепочки ДНК    |                            |
|                                     |                            | 10                         | 136×64                     | красный                    | Портрет Ататюрка           | Портрет профессора Джахита Арфа, математические формулы (теорема Хассе-Арфа)                            |                            |
|                                     |                            | 20                         | 142×68                     | зелёный                    | Портрет Ататюрка           | Портрет Мимара Кемаледдина, здание Университета Гази, акведук, геометрические фигуры: куб, шар, цилиндр |                            |
|                                     |                            | 50                         | 148×68                     | оранжевый                  | Портрет Ататюрка           | Портрет писательницы Фатмы Алийе Топуз, стопка бумаг, чернильница с пером, книги                        |                            |
|                                     |                            | 100                        | 154×72                     | голубой                    | Портрет Ататюрка           | Портрет музыканта Бухуризаде Ытри, сидящая фигура Руми, музыкальные инструменты, нотные знаки           |                            |
|                                     |                            | 200                        | 160×72                     | розовый                    | Портрет Ататюрка           | Портрет поэта Юнуса Эмре, мавзолей Юнуса, летящие голуби, розы                                          |                            |
| Масштаб изображений — 1 пиксель/мм. |                            |                            |                            |                            |                            | |                            |

## Символ турецкой лиры
1 марта 2012 года объявлено, что у турецкой лиры появился уникальный знак.
Его автор — Тюлай Лале (Tülay Lale), чьё предложение было выбрано из четырёх кандидатов-финалистов.
Символ представляет собой дважды перечёркнутую букву L (от тур. Lirası, англ. Lira), в которой также узнаётся буква t (от тур. Türk, англ. Turkish).
В 2012 году символ включён в стандарт Юникод с кодом — U+20BA (₺).

## Режим валютного курса

Курс евро к турецкой лире.

В настоящее время в Турции используется режим плавающего валютного курса. Критерием эффективности курсовой политики (курсовой якорь) выступают показатели инфляции. В марте 2024 года был зафиксирован исторический минимум курса турецкой лиры по отношению к американскому доллару — 32 лиры за 1 доллар.